# اوبری اندرسون-امونز
اوبری اندرسون-امونز (انگلیسی: Aubrey Anderson-Emmons؛ زادهٔ ۶ ژوئن ۲۰۰۷) هنرپیشه اهل ایالات متحده آمریکا است. وی از سال ۲۰۱۱ میلادی تاکنون مشغول فعالیت بوده‌است.